# Jimalalud
Jimalalud és un municipi de la província de Negros Oriental, a la regió filipina de les Visayas Centrals. Segons les dades del cens de l'any 2007 té una població de 27.728 habitants distribuïts en una superfície de 139,50 km².

## Divisió administrativa
Jimalalud està políticament subdividit en 28 barangays.
| - Aglahug - Agutayon - Ampanangon - Bae - Bala-as - Bangcal - Banog - Buto - Cabang - Camandayon | - Cangharay - Canlahao - Dayoyo - Lacaon - Mahanlud - Malabago - Mambaid - Mongpong - Owacan | - Pacuan - Panglaya-an - North Poblacion - South Poblacion - Polopantao - Sampiniton - Talamban - Tamao - Yli |